# Iglesia de San Julián (Somió)

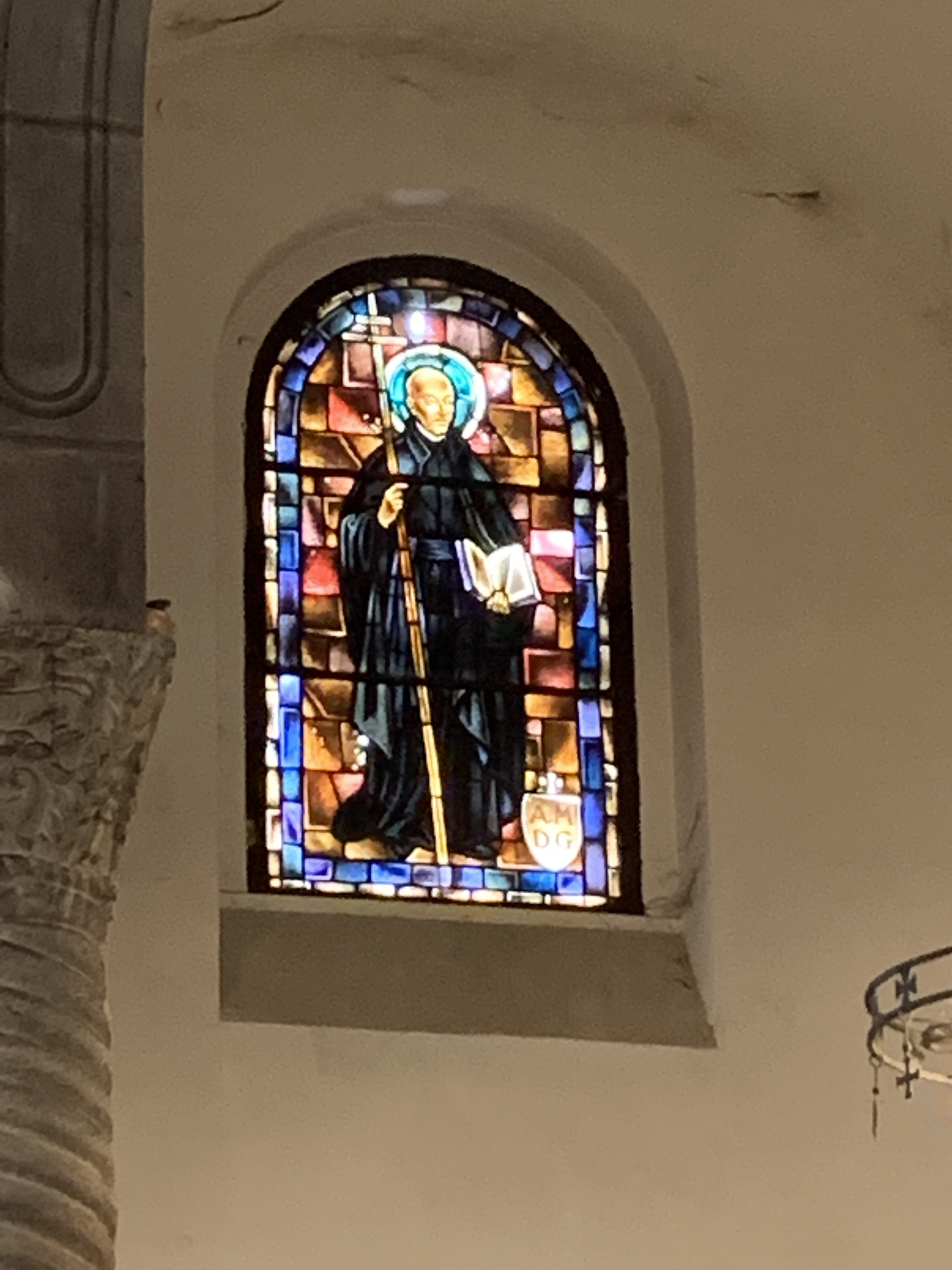
Vitral de San Ignacio de Loyola en la nave del evangelio de la Iglesia de San Julián

La Iglesia de San Julián es un templo católico ubicado en la parroquia gijonesa de Somió (Principado de Asturias, España). De estilo historicista inspirado en el prerrománico asturiano, se terminó de construir en 1932 siguiendo un proyecto del arquitecto Juan Manuel del Busto. Pertenece a la Archidiócesis de Oviedo.

## Situación
San Julián es la iglesia parroquial de Somió. Otros templos de la zona son la iglesia del monasterio del Santísimo Sacramento y Purísima Concepción —de las Agustinas Recoletas, en la plaza de Villamanín—, la del del convento de Nuestra Señora del Carmen y San José —de las Carmelitas Descalzas, en la carretera de La Providencia— y las capillas de La Guía y de la Providencia. 
San Julián está en el centro de la parroquia, en la Avenida de Dioniso Cifuentes, y se ubica frente a una plaza arbolada. A escasos metros de ella se encuentra el Orfanato de Santa Laureana, antiguo asilo para niñas huérfanas actualmente semiderruido.

## Historia

### Iglesia primitiva
Los libros parroquiales existen desde el siglo XVII, teniendo registro de todos los cambios demográficos de los parroquianos. Por aquel entonces la antigua iglesia de San Julián tenía una sola  nave y un ábside. A inicios del siglo XVIII se expande.

### La nueva iglesia
El párroco José María Julián Rubiera encargó en 1929 la construcción de una nueva iglesia. Para ello se organizaron dos juntas parroquiales donde los vecinos de Somió donaron cerca de 300 000 pesetas para la edificación de un templo acorde a las necesidades de la floreciente y rica parroquia. El proyecto le fue concedido a Juan Manuel del Busto, hijo del afamado arquitecto Manuel del Busto, que tenía 25 años al inicio de las obras.
La construcción del edificio se inició a finales de 1930 con la demolición de la antigua iglesia, de donde se aprovecharon materiales. Las obras se terminaron en junio de 1932. No obstante, el nuevo templo no fue inaugurado hasta el 19 de marzo de 1933. El 24 de agosto de 1936, durante la Guerra Civil, la iglesia fue vandalizada mediante la creación de una pira de bancos dentro del propio templo. Esto provocó el derrumbe de parte del techo. La iglesia también se usó como taller de camiones y almacén de munición. En 1940 la parroquia se restauró gracias a una donación de 400 000 pesetas. Dionisio Cifuentes donó el altar, apareciendo su nombre en él, así como la calle en la que se ubica la iglesia.
En 2023 la iglesia recibió una reforma integral en el interior, según proyecto del arquitecto Diego Cabezudo, con la asistencia de su hija, Belén Cabezudo, aparejadora. La obra fue realizada por la empresa Taresco.

## Descripción
El estilo de la iglesia es el historicismo, el cual se caracteriza por imitar la arquitectura de otras épocas. Del Busto diseña una iglesia basada en la arquitectura prerrománica asturiana, siendo clara su inspiración en las iglesias de Santa Cristina de Lena y San Miguel de Lillo así como en el palacio de Santa María del Naranco. 
La disposición interior consiste en tres naves paralelas y la planta es de cruz griega. Las bóvedas son de cañón y sostenidas por columnas profusamente talladas con motivos religiosos y ornamentales como una soga e imágenes de santos. En el ábside, el altar está separado del retablo por tres arcos que imitan el iconostasio de Santa Cristina de Lena.
El exterior la iglesia destaca por su gran volumetría provocada por las tres naves interiores y por dos pórticos laterales arcados en la fachada principal, muy típicos en las iglesias asturianas. La fachada está presidida por un rosetón y cuenta con dos espadañas superpuestas, la primera sirve también de campanario.
Todo el conjunto está ornamentado con detalles propios del prerrománico asturiano.

## Servicios
La iglesia atiende bautizos, comuniones y casamientos, siendo muy popular para esto último debido a su belleza [cita requerida].
Misas:
Lunes a viernes: 19.30 h
Sábados y vísperas de festivo: 19.45 h
Domingos y festivos: 12.00 y 13.00 h